# Dark Light
Dark Light es el quinto álbum de estudio de la banda finlandesa HIM. Este álbum fue lanzado el 26 de septiembre de 2005 internacionalmente y el 27 de septiembre de 2005 en EE. UU. con una edición limitada previa al lanzamiento de 20.000 copias unos días antes. Esta edición limitada vino en una caja con un folleto de 24 páginas manuscritas con letra del cantante de la banda, Ville Valo, un certificado de autenticidad y un llavero flash de luz donde parpadea el Heartagram, el logotipo de la banda. Sin embargo, se estrenó en las tiendas con una brillante envoltura de plástico negro que cubría la parte delantera, con el fin de ver la verdadera cubierta para poder realizar el pedido.
Este álbum originalmente se suponía que sería mezclado y producido por Andy Wallace, un productor estadounidense, pero el vocalista Ville Valo dijo que hizo el sonido de HIM demasiado "estadounidense", por lo que contrataron a Tim Palmer con el cual habían trabajado antes en Love Metal y And Love Said No .
El primer sencillo del álbum fue "Rip out the Wings of a Butterfly", y el segundo sencillo fue "Killing Loneliness". El álbum estuvo en la lista de éxitos de varios países. Alcanzó el número 18 en los EE. UU. y en el Reino Unido. En Alemania, llegó hasta el número 4.
La letra de Dark Light está inspirada en un libro finlandés con el mismo título y una colección de antiguas mitologías y religiones (principalmente el cristianismo). Hay otras canciones del álbum que también incluyen referencias mitológicas. Estas son "Rip out the Wings of a Butterfly", "Venus (in Our Blood)", "Drunk on Shadows", y "In the Nightside of Eden". "Rip out the Wings of a Butterfly" es una referencia a un mito griego en el que dos almas destruyen algo hermoso para vivir eternamente, y en "Venus (in Our Blood)" se versa "Venus denies your seven towers" (Venus niega sus siete torres) refiriéndose a otro mito griego en el que se retrata el infierno, en el que siete torres emergen de las aguas oscuras. En la canción "In the Nightside of Eden" hay una línea que dice "and descend to the circle number four" una referencia a La Divina Comedia de Dante.
La edición especial "Digibook" fue realizada, pero fue limitada a 50.000 ejemplares. Esta edición incluye el track "The Cage". También se lanzó solo por internet la edición "Exclusive Heartagram Internet Edition" que además de incluir "The Cage", incluía también el track "Venus (in Our Blood)". De esta última edición solo se realizaron 20.000 copias para poner a la venta.
La versión Japonesa contó también con la versión "Poison Heart" de The Ramones.
Dark Light es el primer álbum finlandés en ser oro en los Estados Unidos, lo que significa que ha vendido más de 500.000 copias en los EE. UU., y 900.000 copias en todo el mundo.

## Lista de canciones
1. "Vampire Heart" – 4:45
2. "Rip out the Wings of a Butterfly" – 3:29
3. "Under the Rose" – 4:49
4. "Killing Loneliness" – 4:29
5. "Dark Light" – 4:30
6. "Behind the Crimson Door" – 4:34
7. "The Face of God" – 4:34
8. "Drunk on Shadows" – 3:49
9. "Play Dead" – 4:36
10. "In the Nightside of Eden" – 5:39
11. "Venus (in Our Blood)" - 4:35 *
12. "The Cage" - 4:29 **
13. "Poison Heart" - 3:46 (cover de The Ramones)***

- * Sólo disponible en la Versión Exclusiva de Internet y la versión Japonesa
- ** Sólo disponible en la Edición Especial DigiBook, la Edición Exclusiva de Internet y la versión Japonesa
- *** Sólo disponible en el sencillo Rip out the Wings of a Butterfly y la versión Japonesa

## Ranking
| Ranking                    | Posición |
| -------------------------- | -------- |
| Ranking de Finlandia       | #1       |
| Ranking de Grecia          | #1       |
| Ranking de Austria         | #4       |
| Ranking de Alemania        | #4       |
| Ranking de Suecia          | #7       |
| Ranking de Suiza           | #8       |
| Ranking de Italia          | #10      |
| Ranking de España          | #10      |
| Ranking de República Checa | #13      |
| Ranking de Noruega         | #13      |
| Ranking de Hungría         | #15      |
| Ranking de Reino Unido     | #18      |
| EE. UU. Billboard Top 200  | #18      |
| Ranking de Irlanda         | #19      |
| Ranking de Canadá          | #24      |
| Ranking de Holanda         | #25      |
| Ranking de Australia       | #40      |
| Ranking de Bélgica         | #42      |
| Ranking de Francia         | #155     |

- Datos: Q26142